# Frigate
Frigate è il quattordicesimo album in studio del gruppo rock canadese April Wine, pubblicato nel 1994.

## Tracce
Tutti i brani sono di Myles Goodwyn, eccetto dove indicato.
1. Look into the Sun – 4:50
2. I Just Wanna Make Love to You (Willie Dixon) – 4:49
3. If I Was a Stranger – 4:24
4. Tonite Is a Wonderful Time to Fall in Love – 4:02
5. Nothin' but a Kiss – 4:25
6. I'm a Man (Steve Winwood) – 4:11
7. Whatever It Takes – 4:27
8. Drivin' with My Eyes Closed – 4:23
9. Hard to Believe – 5:20
10. Keep On Rocking – 3:58
11. Mind Over Matter – 4:41

## Formazione
- Myles Goodwyn – voce, chitarra
- Brian Greenway – voce, chitarra
- Steve Segal – chitarra
- Jerry Mercer – percussioni
- Jim Clench – basso, cori